# Федеральне міністерство у справах сім'ї, літніх громадян, жінок і молоді Німеччини
Федеральне міністерство у справах сім'ї, літніх громадян, жінок і молоді Німеччини (нім. Bundesministerium für Familie, Senioren, Frauen und Jugend, BMFSFJ) — одне з міністерств Німеччини, відповідає за рівноправність статей та непрацездатних громадян.

## Історія
Спочатку організація була заснована в 1953 році як Федеральне міністерство у справах сім'ї. В 1957 році було змінено на Міністерство у справах сім'ї та молоді та у 1963 році на Федеральне міністерство у справах сім'ї та молоді.